# Landmark Peak (Antarktika)
Landmark Peak ist ein sehr markanter, 1840 m hoher Gipfel in der westantarktischen Heritage Range, dem südlichen Teil des Ellsworthgebirges. Er liegt etwa 9 Kilometer südlich des Minnesota-Gletschers, an der östlichen Seite des Gowan-Gletschers.
Landmark Peak erhielt seinen Namen von einer geologischen Expedition der University of Minnesota, die das Gebiet im Sommer 1963/64 erkundete. Sie nannten ihn Landmark (zu deutsch etwa Landmarke, Orientierungspunkt), da der Gipfel ein oft verwendeter Orientierungspunkt für Piloten in dieser Gegend ist.